# Google Alertes
Google Alertes és una eina gratuïta que permet als usuaris i usuàries rebre notificacions automàtiques quan es publica contingut nou a Internet relacionat amb termes de cerca específics que han configurat prèviament. Aquest servei, proporcionat per Google, rastreja fonts com notícies, blogs, webs, vídeos i fòrums, i envia les alertes per correu electrònic o com a enllaços en línia. Fins al tancament d'iGoogle, també era possible visualitzar aquestes alertes directament des de la seva interfície personalitzada.
Google Alerts funciona rastrejant el contingut publicat en diverses fonts i identificant coincidències amb els termes de cerca configurats per les persones usuàries. Ofereix sis tipus d'alertes específiques, com ara les generals, que combinen diverses categories, o les dedicades exclusivament a notícies, blocs, vídeos o grups. Les notificacions es poden rebre amb diferents freqüències —immediates, diàries o setmanals— segons les preferències definides, i es presenten en format HTML o text pla. Aquesta eina és útil per seguir temes d'interès, monitorar marques o gestionar reputacions en línia, ja que permet reaccionar ràpidament a la informació rellevant. Els usuaris poden personalitzar les alertes seleccionant l'idioma, la regió i la quantitat de resultats desitjada, fet que fa de Google Alerts una opció flexible i accessible per mantenir-se al dia amb el flux constant d'informació a internet.